# Chronos

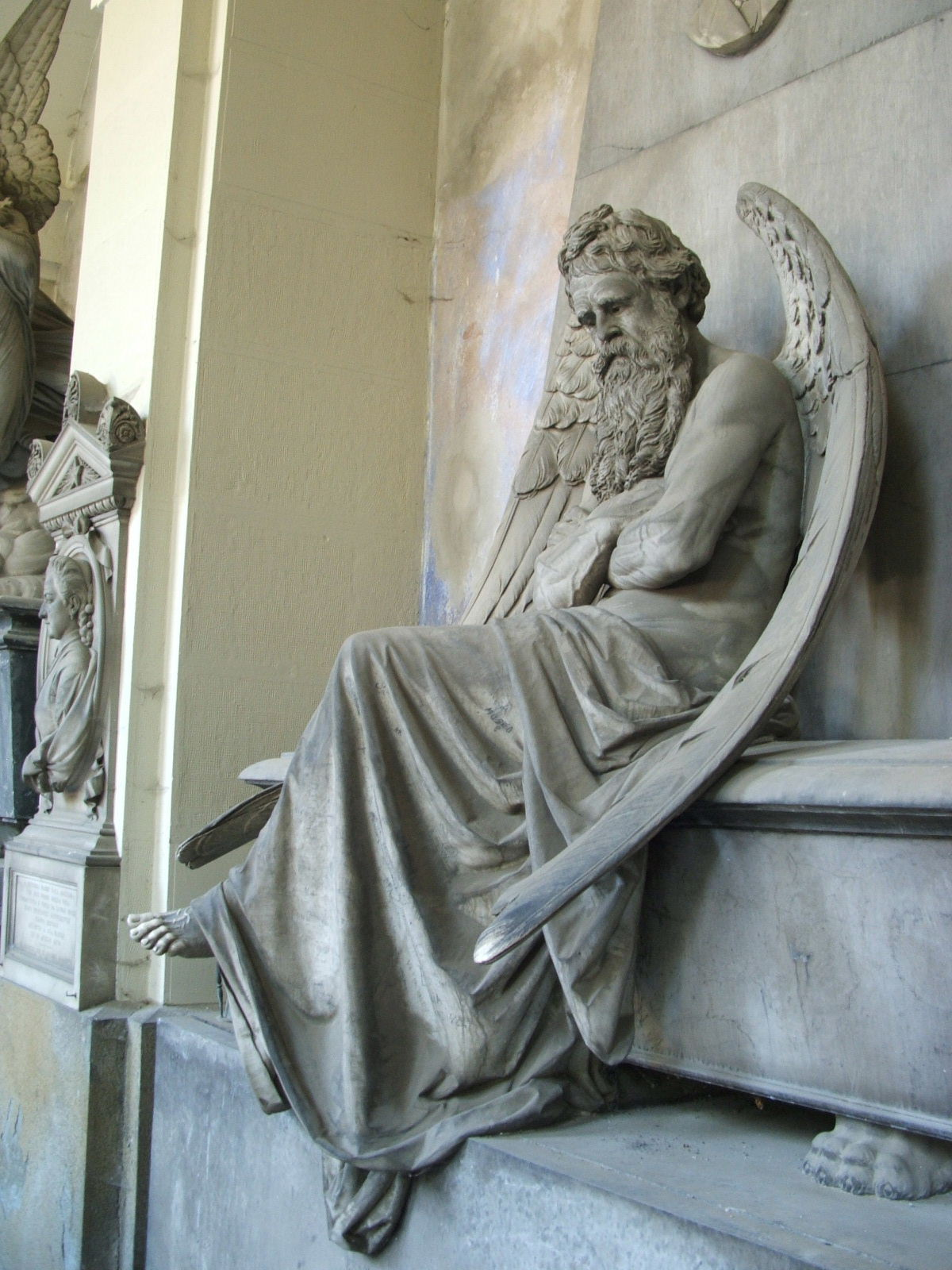
Standbeeld van Chronos in de Monumentale begraafplaats van Staglieno in Genua

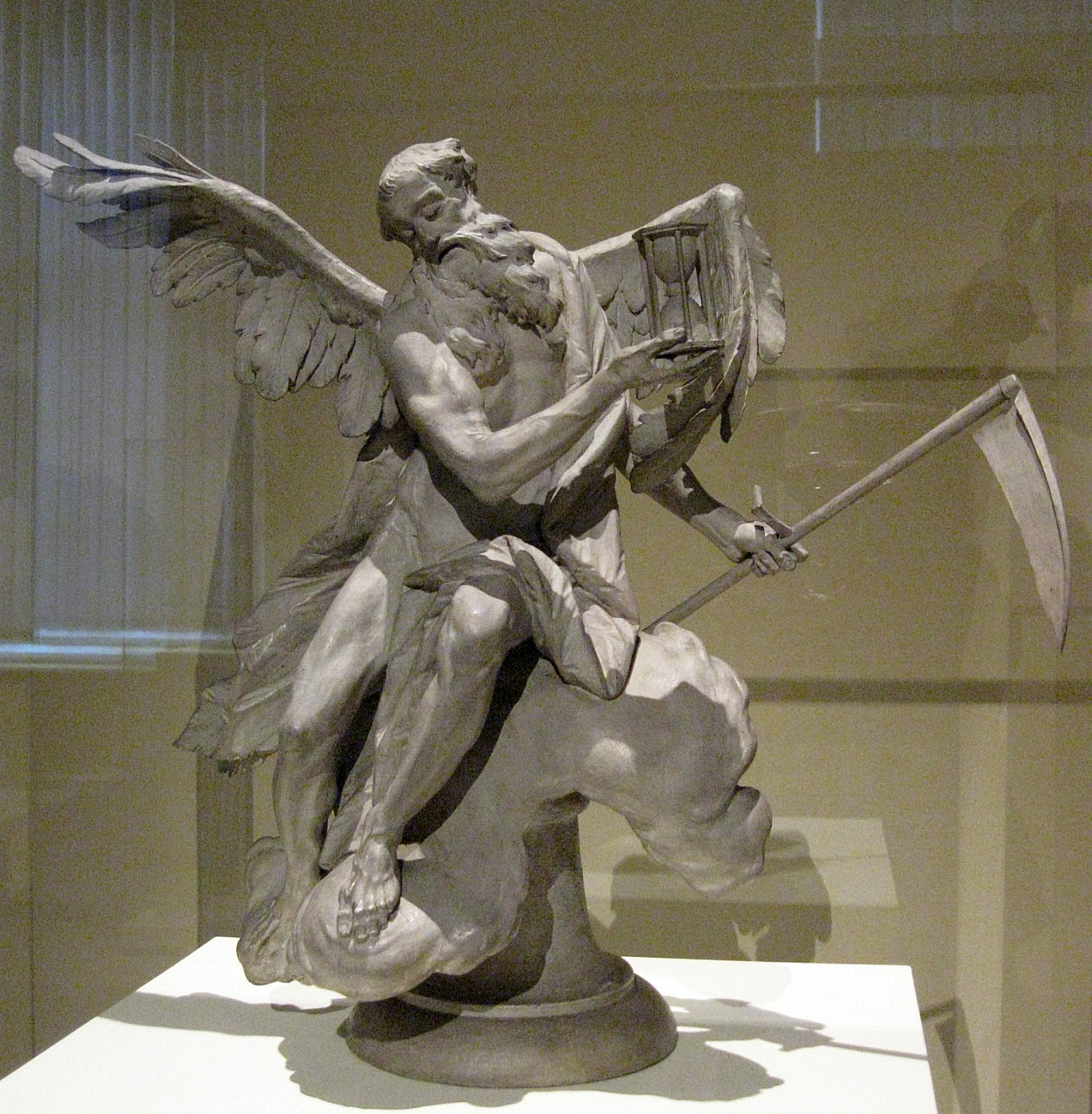
Chronos met zandloper en zeis

Chronos (Oudgrieks: Χρόνος) of Chronus (gelatiniseerd) is een figuur uit de Griekse mythologie. Hij is de personificatie van de tijd. Voor een cultuurhistorische beschrijving van de tijdsgod in Grieks-Romeinse tradities, zie het artikel Eon (god).